# 斎藤夏鈴
斎藤 夏鈴（さいとう かりん、2000年10月29日 - ） は、日本の元タレント、元歌手であり、3B juniorのメンバーであった。グループ内ユニットでは、マジェスティックセブンに属していた。
出身は神奈川県。スターダストプロモーション・SECTION3 IDOL（女性アイドル部門）に所属していた。

## 略歴
- 2010年 - スターダストプロモーションの小学生女子ジュニアアイドルチアグループである「みにちあ☆ベアーズ」に加入。

2014年
- 3月 - 「みにちあ☆ベアーズ」が解散[6]。
- 11月8日 - 3B juniorオフィシャルブログ開設（同年11月5日）後、初投稿[7]。

2015年
- 1月8日 - スターダストプロモーション芸能３部による、ふじいとヨメの7日間戦争にて、 3B junior初となる単独公演『俺の3B junior in 日本青年館（スタート）』に出演[8]。
- 4月25日 - 3B junior 第1回定例公演で初出演。「気分はSuper Girl!」は鈴木萌花、小田垣陽菜と3人で歌唱した[9]。
- 7月11日 - 3B juniorの第6回定例公演[10] にて、7人組ユニットであるマジェスティックセブンの結成とそのメンバーとなることが発表される[11]。
- 8月14日 - 3B junior初の単独ホールコンサート『3B junior 浅草大歌謡ショー』に出演[12]。
- 9月19日 - 3B junior初のフリーライブツアー『東京湾』にマジェスティックセブンのメンバーとして、イオンモール成田（千葉県成田市）にて初出演[13]。
- 12月27日 - 3B junior初のクリスマスコンサートである「3B junior季節はずれのX'mas party『のんびりサンタさんがやってきた』」に出演[14]。

2016年
- 1月8日、1月9日 - 両日開催された、スターダストプロモーション芸能３部による『「俺の藤井 2016 in さいたまスーパーアリーナ〜Tynamite!!〜」』に3B juniorのメンバーとして出演[15]。
- 1月20日 - 3B juniorのフリーライブ「3B junior東武屋上祭り!!」にマジェスティックセブンのメンバーとして出演[16]。
- 2月6日、初の対バンライブとなる、Level Girls vol.05（H.I.P.主催、場所：新宿BLAZE）[17] に出演。「未知とのSo Good!!」、「Fragile Stars」、「勇気のシルエット」の3曲を披露した。
- 5月19日 - 「清塚信也のガチンコ3B junior」（CS放送、フジテレビNEXT）の第2回放送に出演し、ランカ・リー=中島愛の「星間飛行」をカバーし、ソロ歌唱披露した。
- 5月29日 - 3B juniorのフリーライブツアー「関東平野」の内の一日として、マジェスティックセブン初の単独ライブが開催され（場所：千葉県船橋市・西武百貨店船橋店）、メンバーとして出演。
- 7月2日 - 音楽フェスティバルである「アイドル横丁夏まつり!!〜2016〜」（場所：横浜市・赤レンガパーク）にマジェスティックセブンのメンバーとして出演。マジェスティックセブンにとっては初のフェス出演であった。
- 11月14日 - 情報サイトの HUSTLE PRESS 内の連載特集記事である「おっかけ！3B junior」[18] に単独で登場し、写真とインタビュー記事が掲載された。
- 11月28日 - 「清塚信也のガチンコ3B junior」（CS放送、フジテレビNEXT）の第8回放送に二度目の登場となり、小林麻美の「初恋のメロディー」をカバーし、ソロ歌唱披露した。

2017年
- 1月28日 - マジェスティックセブン初の有料単独ライブ「宇宙の平和を守るため歌って踊ってたたかうライブ」が開催され（場所：東京都新宿区・新宿Cat's hole）、メンバーとして出演。
- 1月31日 -　動画配信のトーク番組である「LoGiRL 川上アキラの人のふんどしでひとりふんどし」（テレ朝動画）に市川優月と共に初出演した。

2018年
- 10月8日 -　単独ライブ、「マジェスティックセブン『完』」（場所：東京都渋谷区・TSUTAYA O-Crest）でマジェスティックセブンとしての活動終了。
- 10月20日 -　事務所退所と芸能界引退を発表[19]。
- 11月3日 -　3B junior『Cell Division〜細胞分裂〜』をもって、3B juniorとしての活動終了、芸能界を引退。

## 人物
- ニックネームは、かりりん、かりんこりん等有るが[20]、主にかりりんが定着している。なお、自らのことは「りん」と呼んでいる[7]。
- 特技は、元気パワーを送ること[4]、全力で取り組むこと[21]。
- 好きな食べ物は、フルーツ＆トマト[4]。
- 2016年10月30日の定例公演では、16歳の生誕ということで思い入れがあるというJUDY AND MARYの「Over Drive」を独唱で披露した。
- もしも生まれ変わったら何になりたい？との質問に「太陽になりたい」と答えている[21]。

## 3B juniorとしての活動
- 3B junior内のユニットでは、マジェスティックセブンに属する[5]。
- マジェスティックセブンのコンセプトは宇宙船をイメージしたグループとなっており、メンバー自身やマジェスティックセブンのファンのことを「隊員」と呼んでいるが、斎藤夏鈴はその中で「隊長」の役割を担っている[22]。
- マジェスティックセブンでは、「いつでも全力です！斎藤か、りーん！（りーん！は紹介されている人も一緒に声を揃えて言う）」と自己紹介する[22]。

## 出演

### テレビ
- 悪夢ちゃん（2012年10月13日～12月22日、日本テレビ） - 森田裕子 役[23][24]。

### 動画配信
- LoGiRL 川上アキラの人のふんどしでひとりふんどし（テレ朝動画 2017年1月31日放送）